# 蜗居
《蜗居》（英語：是一部35集的中國大陆电视剧（但是后来在一些电视台放映时被剪辑为33集。原因可能是一些台词涉及性话题和乙肝歧视），于2009年7、8月陆续在全国各地方台开始播放。
该剧以“买房”为引子和主线之一:1。因为内容涉及房奴、高房價、第三者和反腐等当下社会很多人关心的话题而吸引了大批观众，收视在中国获得成功。

## 製作
電視劇《蝸居》根據作家六六的同名小說改編而成，是其繼《雙面膠》之後又一部拍成電視劇的都市情感作品。 2008年開拍，由上海文廣新聞傳媒集團上海電視傳媒公司、北京金盾盛業影視文化公司、華誼兄弟娛樂投資有限公司及吉林電視台等聯合出品。2009年11月5日在北京電視台影視頻道首播，隨後11月18日又在青少頻道重播該劇，但不久又停播。11月16日開始在上海東方衛視每晚黃金時段播出。
這是一部播出后反映热烈的敘述中國當代的連續劇。在对该剧的艺术评价中，有研究者认为剧集本身体现了当代中国男权社会的主流价值观，剧中主要的三个女性角色——郭海萍、郭海藻、宋太太“明显带有传统男权社会对女性的规约的刻板印象”。同时物化女性，并借大母神（宋太太）之手完成对红颜祸水（郭海藻）的惩罚:42。
该剧屬於商業連續劇範疇，置入許多中國著名地標及中外馳名商標。有時經由演員口裡說出，鏡頭故意要帶到的商標。

## 演員表

### 郭家
| 演員   | 角色   | 關係 | 香港配音 |
| 苏 德  | 郭爸   | 郭海萍、郭海藻之父 | 黄子敬   |
| 曹翠芬 | 郭媽   | 郭海萍、郭海藻之母 | 林丹鳳   |
| 海 清  | 郭海萍 | 海萍 郭海藻之姊 苏淳之妻 Mark之中文老师 宋思明之好友 | 黃玉娟   |
| 郝 平  | 蘇淳   | 郭海萍之夫 郭海藻之姊夫 | 葉振聲   |
|        | 冉冉   | 郭海萍&蘇淳之女 |          |
| 李 念  | 郭海藻 | 海藻 郭海萍之妹 莫小贝之前女友兼前未婚妻 宋思明之情妇。宋思明为她提供了豪宅和昂贵的物质享受:42 孫儷、宋太太之情敌 怀有宋思明的宝宝 于第12，13，15，16，20，26，28與宋思明發生關係，于第19集被宋思明施暴 于第21集被男友小貝强暴 于第30集發現懷有宋思明的寶寶 第35集宋太太前往郭海藻住处，向海藻索要来源自己弟弟和母亲买房所得、宋思明已转给海藻的巨款。海藻拒绝宋太太的要求后，两人发生冲突，海藻失去孩子及被摘去子宮:41、42。 | 黃紫嫻   |

### 宋家
| 演員   | 角色   | 關係 | 香港配音 |
| 张嘉译 | 宋思明 | 江州市市政府官员（职位为市長秘書，正厅级干部:9） “穷小子”出身，遵从高官岳父的意见，与大学同学的妻子成婚。有处女情结，因妻子非处女，而珍视海藻:18、19。 宋婷婷之父 郭海藻之情夫。将海藻留在小轿车坐垫上的月经血误认为初夜血迹:18、19:25，视她为“属于我的第一个女人”。要求郭海藻与小贝分手:25。 莫小贝之情敌 郭海萍之好友 与陈寺福勾结 于第35集遇到交通意外身亡 | 潘文柏   |
| 邬君梅 | 宋太太 | 剧集设定为职业妇女，但表现为家庭妇女、贤妻良母的形象:31 宋思明之妻、大学同学:31，高官之女:41、42 宋婷婷之母 郭海藻之情敵 孫儷之旧同学、好友 于第35集前往郭海藻住处，看到丈夫宋思明为郭海藻提供了、以“低调”为名禁止自己享受的物质生活。与郭海藻发生冲突:41、42。                                                                                               | 沈小蘭   |
| 储 旭  | 宋婷婷 | 宋氏夫妻之女 | 張頌欣   |

### 其他演員
| 演員            | 角色     | 關係                                                                                   | 香港配音 |
| 文 章           | 小 贝    | 郭海藻之前男友兼前未婚夫                                                               | 黃啟昌   |
| 冯嘉怡          | 陈寺福   | 地產發展商，與宋思明官商勾結                                                           | 翟耀輝   |
| 朱亚瑛          | 徐阿姨   | 李老太太媳婦                                                                           |          |
| 吳玉芳          | 徐 麗    |                                                                                        | 雷碧娜   |
| 陳 奇           | 李老太太 | 海萍鄰居，地產商的眼中釘（钉子户）。                                                   | 袁淑珍   |
| 曹 毅           | 老 陳    |                                                                                        | 梁志達   |
| 鄭 錚           | 孫 儷    | 宋太太的旧同学                                                                         | 陸惠玲   |
| STEVEN WEATHERS | Mark     | 宋思明介紹給海藻去教他中文，但海藻讓給海萍去當中文家教。聆聽海萍傾訴及幫助好找家教工作 | 陳欣     |
| 铃木美妃        | 正雄妈   | Mark介紹給海萍當家教的日本人太太                                                       | 陸惠玲   |
| 韩姝妹          | 王太太   | 令人印象深刻的角色，演绎刻薄的上海女人，与保姆斗智斗勇                                 |          |
| 胡榮華          | 孫書記   |                                                                                        | 黃子敬   |

## 電視劇歌曲
| 曲序 | 曲目                       |              | 作曲   | 演唱 |
| ---- | -------------------------- | ------------ | ------ | ---- |
| 1.   | 我想要这一种幸福（片頭曲） | 卿锋         | 丁薇   | 丁薇 |
| 2.   | 我想大声告诉你（片尾曲）   | 魏文超、樊凡 | 魏文超 | 樊凡 |
| 3.   | 燃烧翅膀（插曲）           | 樊凡         | 樊凡   | 樊凡 |
| 4.   | 我不想逃（插曲）           | 宋子漘       | 李嘉鑫 | 樊凡 |
| 5.   | 守着你到永久（插曲）       | 樊凡         | 樊凡   | 樊凡 |

## 原型
- 公认江州市原型就是上海市
- 部分中国大陆网民认为[4]
  - 宋思明影射上海市委副书记秘书秦裕
  - 海藻原型为东方卫视主持人陈蓉
  - 房地产商陈寺福影射香港上市公司老总周正毅

## 影响
由于本剧直面当下社会热点问题，贴近生活，反映了房价飙升的背景下，普通人在都市生活中历经的种种波折，引起了很多人的共鸣。该剧在2009年7月27日上海电视台播出后，仅用四天便创下收视历史新高，到8月9日大结局更在該台创下了7%的高收视率，而在中國国內其他电视台也有不俗的表现。

## 争议
由于本剧涉及的房奴、第三者等社会敏感内容，且有美化“小三”之嫌，故在網路上引起很大争议。又因台词露骨，含有大量性暗示而被评为“史上最淫荡的电视剧”。甚至在台湾及日本也引起了部分网友和媒体的关注。
- 2009年11月22日因北京电视台青少年频道在停播了该剧，有人认为是因为《蜗居》的内容敏感，台词露骨而招致國家广电总局封杀，但是广电总局否认了这种说法[10]。据《二十一世纪经济》报道指，北京电视台一名不愿具名的内部人士透露：“我们停播《蜗居》，是因为房地产商的公关。”[11]。作为该剧投资方之一的创业板上市公司华谊兄弟不得不为此停牌一天，这令《蜗居》成为中国电视史上首部直接影响股票市场的电视剧[12][13]。
- 2009年12月9日，广电总局电视剧司管理司司长李京盛在中国广播电视协会电视制片委员会2009年度大会上批评引起广泛讨论的《蜗居》“有很大的负面社会影响，靠性，靠荤段子，靠官场腐败，靠炒作来吸引眼球”。[14]此番言论引起一些网民的不满和批评，并对其进行了人肉搜索，意在提醒李京盛要记得南京的“周久耕事件”；该次事件甚至传出了李京盛拥有两套豪华住宅的流言，然而这则流言随后即被查证属伪。[15]

## 电影版
2013年8月有传北京新原野电影公司买下《蜗居》电影版权，於2013年开拍这部片。电影公司请了跟冯小刚多年的执行导演张长征，制作成本约6,000万人民币，电影版中的小三和贪官敏感问题内容相信会淡化。范冰冰和陈坤分別扮演郭海萍和宋思明，白百何出演郭海藻。

## 對白談及的事件
- 廣州中誠廣場爛尾樓事件
- 溫水煮蛙
- 以香菜蒸魚比喻文學的價值
- 比較路虎和奧迪兩款車的個性
- 奈良美智的夢遊娃娃

## 各地播放時間
| 所在地 | 頻道               | 播映日期      | 播出時間 | 集數 |
| 香港   | 無綫電視高清翡翠台 | 2010年5月11日 | 逢星期一至五，下午1時15分至2時15分、晚上11時45分至凌晨12時45分及翌日凌晨3時10分至4時5分，節目播出後於MyTV提供重溫 | 33   |
| 臺灣   | 中天娛樂台         | 2010年8月17日 | 逢週一至週四，八點檔節目，下午20時00分至21時00分，重播時段於週一至週四的中午12時00分至下午13時00分。              | 33   |
| 香港   | 無綫電視翡翠台     | 2011年6月1日  | 逢星期一至五，上午10時30分至11時30分，公眾假期暫停播映                                                            | 33   |

## 备注
1. ↑  有作者指剧集没有设定宋太太的名字[2]:31。有网站报道提及“钱飞燕”一名[3]。